# Église Saint-Louis-du-Progrès de Drancy
L'église Saint-Louis-du-Progrès, située 33 rue Georges-Marie à Drancy, est une église de Seine-Saint-Denis affectée au culte catholique. Elle est dédiée à saint Louis, roi de France, et dépend du diocèse de Saint-Denis.

## Histoire et description
C'est la première église réalisée à Drancy par l'Œuvre des Chantiers du Cardinal. Elle se trouve dans le quartier de l'Économie dont la population a considérablement augmenté à l'époque. Ce quartier construit sur d'anciens marais doit son nom au faible prix des terrains qui étaient à lotir. Au nord de Drancy, il est limitrophe du Blanc-Mesnil et du Bourget et accueille la gare.
Elle est érigée en église paroissiale le 4 juin 1933.
L'édifice est bâti en béton, apprécié par les architectes de l'époque car permettant de longues poutres et une couverture plate. Le porche voûté d'ogives abrite un portail sans tympan.
La nef est composée de cinq travées voûtées. Au fond, le chœur pentagonal est décoré d'arcades aveugles. Les bas-côtés sont séparés de la nef par des arcades en plein cintre ornées de décorations florales et géométriques.